# 三輪髷

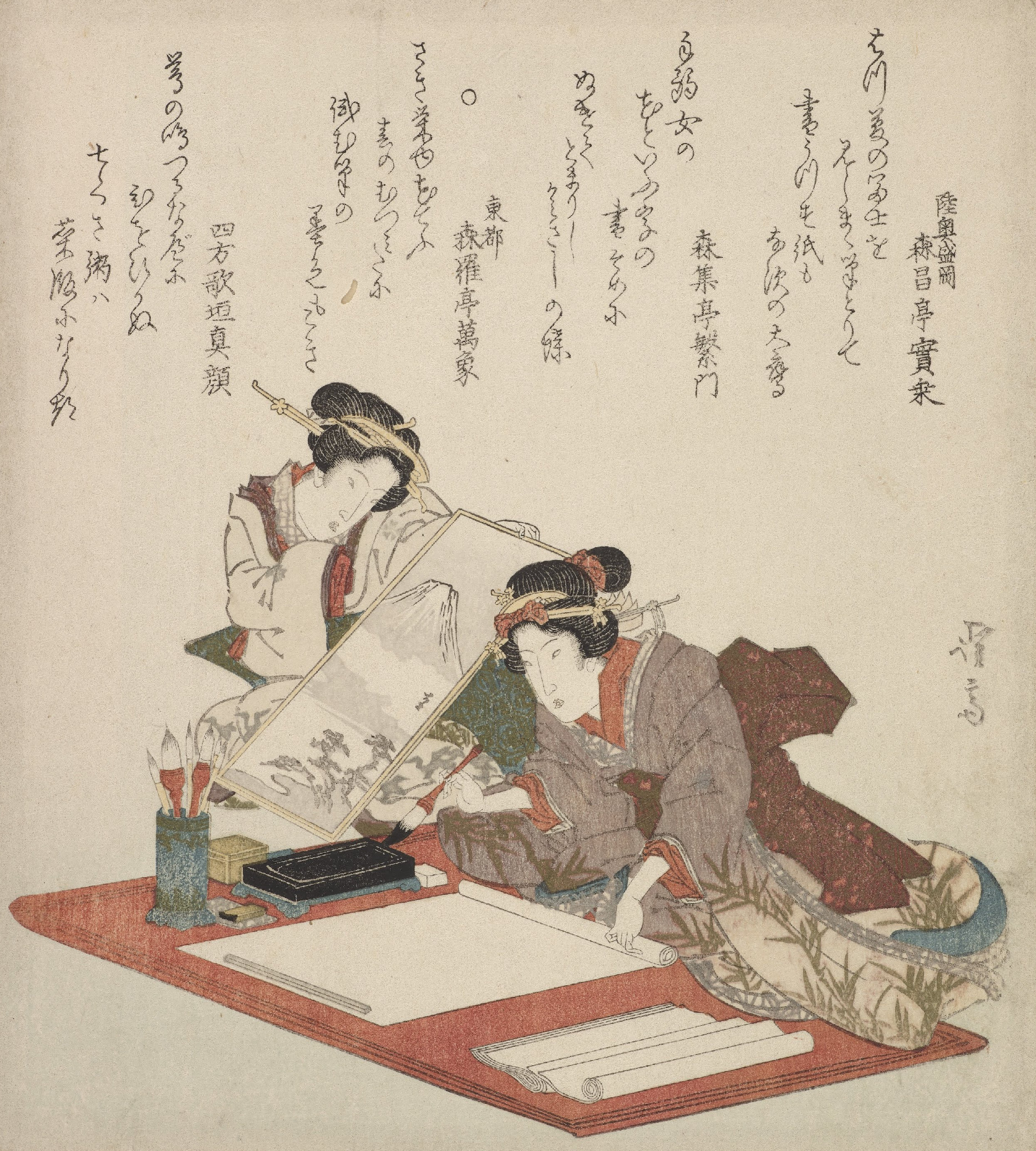
渓斎英泉1848年より前

三輪髷（みつわまげ）とは江戸時代後期から大正ごろまで女師匠や金満家の妾などに結われた髪型。
髷は一見丸髷に似た形をしているが、結い方は銀杏返しと丸髷の合成。

## 特徴
髷を入れ毛などを使って三つの部分に分け、銀杏返しの要領で左右に二つの輪を作り中央に「丸髷形」を使って小ぶりな丸髷を結い上げ、髷の根元に布を巻き輪のように整形する。
当時、既婚女性は普通丸髷を結っていたのだが、正式な婦人ではない妾は丸髷を結うことができなかった（規定があったのではなく世間の手前遠慮した）のでせめて見た目だけはと丸髷に似たこの三輪髷を結った。
武家の側室が結う長船とほぼ同系の髷だが、中央の部分が大きくほとんど丸髷のように見える長船とは違い、三輪髷の方が三つの部分の境がわかりやすく、長船が髷に巻き込む布に身分の高い武家の女性らしく錦の布や白い丈長を使って気高くあるいは端正に結うのに対して、三輪髷は鹿の子絞りの布などを使って可憐に結い上げる。